# Иван Мазепа
Ива́н Степа́нович Мазе́па (Мазепа-Колединский; на украински: Іван Степанович Мазепа; на полски: Jan Mazepa Kołodyński) е украински хетман на васалната на Московското царство Левобрежна Украйна и глава на Казашкото хетманство от 1687 до 1708 година.

## Биография
Иван Мазепа е роден на 20 март 1639 г. в село Мазепинци край Била Церква, по това време част от Киевското войводство на Полско-литовската държава, в православното семейство на местния атаман. Семейството на Мазепа е от благороднически (шляхтенски) украински род, който се ползва с голямо уважение в Запорожката войска.
Решителен етап в отношенията между Хетманата и Москва настъпва при управлението на Иван Мазепа – един от най-видните и най-противоречиви политически дейци на Украйна.
Той получава доста високо образование. След като учи в Киево-Могилянска академия, се прехвърля в колегията на йезуитите във Варшава и по-късно постъпва на служба при полския крал. Това му дава възможност много да пътува из страните на Западна Европа, а също да изпълнява задълженията на кралски пратеник в Казашкото хетманство. През 1669 година като се връща на Десния бряг, Мазепа постъпва на служба при хетмана на Деснобрежна Украйна – Петро Дорошенко. Когато изпълнява първата си дипломатическа мисия, той е пленен от запорожките казаци, които го предават на хетмана на Левобрежна Украйна – Иван Самойлович.
Умел политик, Мазепа съумява да обърне катастрофалната ситуация в своя полза. С опита си в международните работи, с безупречното си държание той убеждава Самойлович да го вземе за свой доверен човек. Същите качества помагат на Мазепа да установи контакти с високопоставени руски царски управници. През 1687 година, когато Самойлович е свален, за негов приемник избират не друг, а Мазепа – с подкрепата на московските държавници.
През цялото си почти 21-годишно управление Мазепа поддържа традиционната политика на хетманите от Левобрежна Украйна. Извънредно последователно укрепва положението на казашките военачалници и им раздава над хиляда дарствени документи за земя. Не забравя и личните си интереси. Благодарение на щедрите царски подаръци Мазета се сдобива с над 20 хиляди имения и става един от най-богатите феодали в Европа. Изтънчен и опитен човек, Мазепа насочва значителна част от доходите си за развитие на религията и културните институции. Понеже е ревностен привърженик на православната вяра, построява из цялото Хетманство много църкви. С негова помощ Киево-Могилянска академия вдига още свои сгради и увеличава студентите си до 2000 души. Основава много училища и печатници.
Въпреки тези добри дела, селяните и обикновените казаци не могат да кажат нищо добро за него. Откритата и последователна подкрепа на казашките старейшини поражда всеобщо недоволство сред народните маси.

## Взаимоотношенията му с Москва
Изненадващото издигане на Иван Мазепа от затворник до хетман, способността му да държи послушни ненаситните и коварни казашки военачалници едновременно с политиката за осигуряване на бурно културно и икономическо развитие – всички тези постижения са от първостепенно значение.
Най-поразителното качество на Мазепа като политик е умението му да брани както личните си, така и украинските интереси, като спазва същевременно добри отношения с Москва. Когато през 1689 г. тронът в Москва е зает от младия Петър I, хетманът оказва дейна помощ на царя в походите против турци и кримски татари. Хетманът постоянно съветва младия монарх и те стават близки приятели. Казашките полковници саркастично отбелязват, че „царят по-скоро ще се усъмни в ангел, отколкото в Мазепа“, а руските управници заявяват, че „никога не е имало по-полезен и удобен хетман за царя от Иван Степанович Мазепа“. През 1700 г. Мазепа получава от Петър I най-високия орден на Руската империя – императорския орден на Свети Андрей Първозвани, като става вторият носител на този орден в историята. През следващите няколко години Мазепа вярно изпълнява всички указания на царя.
Благодарение на това приятелство Мазепа се възползва от голямото казашко въстание през 1702 г. в западноукраинските земи. В суматохата Мазепа убеждава царя да му позволи да окупира Деснобрежна Украйна. Отново двете части на Крайднепърска Украйна са обединени и Мазепа може да си припише тази заслуга. За да се обезопаси от популярния сред западните украинци полковник Семен Палий, Мазепа, със съгласието на Петър I, го арестува и го заточава в Сибир.
Още в началото на XVIII век във взаимоотношенията между Мазепа и царя възниква напрежение. През 1700 г. пламва Великата северна война. По време на войната царят поставя пред украинците нечувани дотогава изисквания. Казаците за пръв път трябва да се бият за царските интереси, вместо да бранят родината си. Чуждите офицери се отнасят презрително към казашката войска, която е смятана за по-слаба. Когато се разпространяват слухове, че Петър I има намерение да реорганизира казашката войска, казашките военачалници силно се обезпокояват. Войната предизвиква ропот и сред украинските селяни и еснафи. Те се оплакват, че в градовете и селата им са разположени руски войски, които тормозят местното население.
Мазепа чува слухове, че царят се кани да го смени с чуждестранен генерал или руски аристократ.
Недоволството, което най-сетне подтиква Мазепа да потърси друг покровител, е свързано с проблема за защитата на Украйна. Мазепа търси помощ от Петър I, но той нарушава задължението си да брани Украйна, което е в основата на споразумението между двете страни от 1654 г., затова украинският хетман вече не се чувства длъжен да запази верността си към царя. На 28 октомври 1708 г., когато Карл XII по пътя за Москва се отклонява към Украйна, Мазепа с надеждата да запази страната си от опустошения минава на страната на шведите. Заедно с него тръгват още около 3000 казаци и доста видни украински военачалници. Условията, при които украинците се присъединяват към Карл XII, са установени с пакт, подписан през пролетта на следващата година.
Няколко дни след преминаването на Мазепа към шведите, хетманската столица Батурин е нападната от руските войски в Украйна. Общо 6000 мъже, жени и деца са изклани. Казаците смятат Мазепа за по-малкото зло в сравнение с царя.
През 27 юни 1709 г. пламва Полтавската битка. Победител в нея е Петър I, поради което пропадат плановете на шведите да подчинят Северна Европа.
За украинците битката слага край на опитите им да се отделят от Московската държава. Когато бяга от преследването на руската конница след загубата на битката, Мазепа намира подслон в Молдова, която принадлежи тогава на Османската империя.
На 21 септември 1709 г. 70-годишният Иван Мазепа умира в мъки в гр. Бендери в Османската империя (днес в сепаратистката, непризнатата Приднестровската молдовска република – официално част от Молдова).